# كونور غرانت
كونور غرانت (بالإنجليزية: Conor Grant)‏ (18 أبريل 1995 في المملكة المتحدة - ) هو لاعب كرة قدم بريطاني في مركز جناح ‏. لعب مع نادي إيفرتون ونادي دونكاستر روفرز ونادي ماذرويل.

## وصلات خارجية
- كونور غرانت على موقع قاعدة بيانات كرة القدم.إي يو (الإنجليزية)
- كونور غرانت على موقع Soccerbase.com (لاعب) (الإنجليزية)
- كونور غرانت على موقع AS.com (الإسبانية)